# AOA Black
AOA Black (кор. AOA 블랙) — подгруппа южнокорейской женской группы AOA, созданная FNC Entertainment в 2013 году. Она состояла из пяти участниц AOA: Чимин, Чхоа, Юна, Мина и Югён. Югён покинула группу в октябре 2016 года, но она всё ещё входит в группу в качестве гостя.
30 июня 2017 года Чхоа покинула группу и подгруппу. Мина покинула группу в мае 2019 года, Чимин в июле 2020 года и Юна в январе 2021 года.
Группа примечательна своим дебютным альбомом «Moya».

## История
В начале 2013 года FNC Entertainment официально объявило о создании подгруппы. В начале июля того же года лейбл начал выпускать тизеры участников для их предстоящего дебюта.
Их дебютный сингловый альбом «Moya» был выпущен 26 июля 2013 года. Количество цифровых скачиваний достигло 171 475, и продажи CD дисков до 2 692+ согласно Gaon Music Chart.
«MOYA» – это песня в стиле регги, в которой сливаются ритм регги и азиатская мелодия. Лидер группы Чимин сама исполнила рэп.
10 октября AOA Black совершили возвращение в программе «Музыкальный треугольник» КМ и впервые исполнили версию песни «Get Out» группы. 12 октября группа появилась снова, выступив в программе Music Bank (KBS2).
В интервью, сделанном FNC в январе 2016 года, было объявлено, что группа, скорее всего, вернётся.
22 июня 2017 года Чхоа объявила об уходе из группы AOA. FNC Entertainment позднее опровергло это заявление. 30 июня они подтвердили, что Чхоа оставила группу.
13 мая 2019 года было объявлено, что Мина покинет AOA после решения не продлевать свой контракт с FNC Entertainment, чтобы продолжить актёрскую карьеру.
4 июля 2020 года было объявлено, что Чимин покинет AOA после обвинений в издевательствах со стороны бывшей участницы Мины.
1 января 2021 года было объявлено, что Юна покинет FNC после истечения срока её контракта.

## Участники
- Чимин (кор. 지민), настоящее имя: Син Чжи Мин (кор. 신지민), род. 8 января 1991 г. в Соннаме, Кёнгидо.
- Юна (кор. 유나), настоящее имя: Со Ю На (кор. 서유나), род. 30 декабря 1992 г. в Пусане[11].
- Югён (кор. 유경), настоящее имя: Со Ю Гён (кор. 서유경), род. 15 марта 1993 г. в Сеуле.
- Мина (кор. 민아), настоящее имя: Квон Мин А (кор. 권민아), род. 21 сентября 1993 г. в Пусане.
- Чхоа (кор. 초아), настоящее имя: Пак Чхо А (кор. 박초아), род. 6 марта 1990 г. в Инчхоне.

## Дискография
| Год  | Название          | Позиции в чартах | Позиции в чартах | Альбом |
| Год  | Название          | KORGaon          | KORHot 100       | Альбом |
| ---- | ----------------- | ---------------- | ---------------- | ------ |
| 2013 | «Moya» муз. видео | 33               | 21               | Moya   |